# 戦士栄誉勲章
戦士栄誉勲章（せんしえいよくんしょう、朝鮮語: 전사 영예 훈장）は、朝鮮民主主義人民共和国の勲章。
朝鮮戦争勃発により、1950年7月1日に制定された。第1級と第2級の2種類がある。

## 受章条件
戦士栄誉勲章の受章条件は以下の通り。
- 炎上した戦車で作戦を遂行した者
- 部隊旗を敵の奪取から守り抜いた者
- 敵の部隊旗を奪取した者
- 1～50人の敵兵士を携行兵器で殺害した者
- 対戦車兵器で敵戦車2両以上を撃破した者
- 手榴弾を用いて敵戦車を1～3両撃破した者
- 機関銃や火砲で敵機を4機以上撃墜した者
- 夜間の敵による偵察を捕捉するか撃破した者
- 勇猛性を発揮し、敵機関銃や迫撃砲を撃破した者
- 危機に瀕した指揮官を救うため命を懸けた者
- 戦車で敵機関銃2挺以上もしくは野砲1門以上撃破した者
- 偵察により重要な敵情報を獲得した者

以上は戦車兵、航空機搭乗員、水兵を除き全て一人で行う必要があり、ソヴィエト連邦の祖国戦争勲章と似た仕組みを取っていた。朝鮮戦争終戦後は受章条件が大幅に縮まり、基本的に朝鮮人民軍を退役した者には第2級戦士栄誉勲章が贈られるようになった。

## 受章者特権
戦士栄誉勲章受章者には以下の特権が付与する。
```
朝鮮民主主義人民共和国 《戦士栄誉勲章に関する規定》

 六. 戦士栄誉勲章第1級受章者には
国旗勲章
第2級、戦士栄誉勲章第2級受章者には国旗勲章第3級受章者の特権が付与する。
 七. その他以下の特権を有する。
     1. 兵は
下士官
に、下士官は
尉官
に昇進する。
     2. 労働能力を喪失した者は、年金の50パーセントを手当てする。
     3. 受章者の子供に対しては大学まで無料で修学させる。
```

上記の特権は、受章条件の縮小に伴い削減された。

## 略綬
| 第1級 | 第2級 |